# Guibemantis tasifotsy
Guibemantis tasifotsy es una especie de anfibio anuro de la familia Mantellidae.

## Distribución geográfica
Esta especie es endémica del este de Madagascar. Se encuentra entre los 581 y 810 m sobre el nivel del mar.

## Publicación original
- Lehtinen, Glaw, Andreone, Pabijan & Vences, 2012 : A New Species of Putatively Pond Breeding Frog of the Genus Guibemantis from Southeastern Madagascar. Copeia, vol. 2012, n.º 4, p. 648-662.